# منتخب إنجلترا تحت 20 سنة لكرة القدم
منتخب إنجلترا تحت 20 سنة لكرة القدم هو الممثل الرسمي لإنجلترا في بطولات كرة القدم تحت 20 سنة، ويشرف عليه الاتحاد الإنجليزي لكرة القدم.

## وصلات خارجية
- الموقع الرسمي